# باول يونغ (فنان)
باول يونغ (بالإنجليزية: Paul Young)‏ (و. 1956  م) هو مغن مؤلف، ومغني بريطاني، ولد في لوتن، شارك في Live Aid ‏.

## التعليم
تعلم في كلية لندن الإمبراطورية.

## وصلات خارجية
- باول يونغ على موقع IMDb (الإنجليزية)
- باول يونغ على موقع ميوزك برينز (الإنجليزية)
- باول يونغ على موقع إن إن دي بي (الإنجليزية)
- باول يونغ على موقع أول ميوزيك (الإنجليزية)
- باول يونغ على موقع ديسكوغز (الإنجليزية)
- باول يونغ على موقع قاعدة بيانات الفيلم (الإنجليزية)
- باول يونغ في قاعدة بيانات الأفلام على الإنترنت